# Sergentomyia teesdalei
Sergentomyia teesdalei är en tvåvingeart som först beskrevs av David William Minter 1963.  Sergentomyia teesdalei ingår i släktet Sergentomyia och familjen fjärilsmyggor.
Artens utbredningsområde är Kenya. Inga underarter finns listade i Catalogue of Life.